# Sale San Giovanni
Sale San Giovanni är en ort och kommun i provinsen Cuneo i regionen Piemonte i Italien. Kommunen hade 172 invånare (2018).